# Asociación Rosarina de Fútbol
La Asociación Rosarina de Fútbol (cuyas siglas son ARF) es una de las Ligas regionales de fútbol en Argentina y es una entidad que aglutina y organiza la práctica deportiva del fútbol oficial en la ciudad de Rosario y alrededores.
Tiene sede en calle San Lorenzo 848 en la ciudad de Rosario y en la actualidad es presidida por Mario Giammaría.

## Historia
Aunque su fecha de creación data de 1931, es continuadora de la extinta Liga Rosarina de Fútbol, la cual organizó la práctica del deporte en la ciudad desde 1905 hasta 1930 inclusive.
Las raíces de la ARF se remontan al 30 de marzo de 1905, cuando representantes de Newell's Old Boys, Atlético del Rosario, Rosario Central y Gimnasia y Esgrima fundan la citada Liga Rosarina de Fútbol. Meses más tarde se incorporarían Central Córdoba y Provincial.
La ARF nace como necesidad imperiosa de los clubes de la época de reunirse para organizar el deporte que, desde hacía años y gracias principalmente a la presencia de los empleados ingleses del ferrocarril, ya mostraba a Rosario como un punto de referencia y excelencia en la práctica del fútbol. La primera acta y la primera elección de autoridades se realizan en dependencias del ex Hotel Britania, sito en calle San Martín entre San Lorenzo y Urquiza.
En el año 1931 el fútbol argentino sufre una gran transformación. Los futbolistas pasan del amateurismo al profesionalismo, y de esta manera comienzan a cobrar sueldos por su trabajo como futbolistas. Así, en Rosario se crea la nueva Asociación Rosarina de Fútbol, y comienzan a disputarse los primeros campeonatos profesionales de Argentina.
Club Atlético Belgrano de Rosario, Central Córdoba, Argentino de Rosario, Newell's Old Boys, Provincial, Rosario Central, Sparta, Tiro Federal Argentino y Club Washington pasarían a ser parte de la mencionada Asociación. El campeonato de primera división recibiría el nombre de Torneo Gobernador Luciano Molinas, en honor al por entonces Gobernador de la provincia de Santa Fe, Luciano Molinas, y reemplazaría a la Copa Nicasio Vila. Simultáneamente, la Copa Santiago Pinasco continuaría siendo el campeonato de segunda división.
Por otra parte, los clubes Alberdi New Boys, Ascot, Atlantic Sportsmen, Belgrano Old Boys, Calzada, Estudiantes de Rosario, Fisherton, Intercambio, Talleres Rosario Puerto Belgrano y Zavalla continuarían en la amateur LRF.
En 1939 Newell's Old Boys y Rosario Central solicitarían su incorporación a los torneos nacionales de la Argentina a la Asociación del Fútbol Argentino. La AFA decide otorgarle el permiso, mediante el cual lograría formar parte de sus campeonatos a partir de ese año. Algo similar ocurriría años más tarde con Central Córdoba y Argentino de Rosario.
Por lo tanto los mencionados cuatro equipos disputan los campeonatos organizados por la Asociación Rosarina (su liga de origen) presentando equipos alternativos conformados por futbolistas amateur.

## Equipos afiliados
| Equipo                                                                                  | Ciudad                  | Año de Fundación | Provincia |
| --------------------------------------------------------------------------------------- | ----------------------- | ---------------- | --------- |
| Club Atlético Unión y Sociedad Italiana                                                 | Álvarez                 | 1921             | Santa Fe  |
| Sportivo Fútbol Club                                                                    | Álvarez                 | 1922             | Santa Fe  |
| Club Atlético San Telmo                                                                 | Funes                   | 1943             | Santa Fe  |
| Club Atlético Defensores de Funes                                                       | Funes                   | 2005             | Santa Fe  |
| Agrupación Deportiva Botafogo                                                           | Granadero Baigorria     | 1974             | Santa Fe  |
| Club Bancario                                                                           | Granadero Baigorria     | 1932             | Santa Fe  |
| Club Atlético Academia Deportiva                                                        | Granadero Baigorria     | 2005             | Santa Fe  |
| Club Social y Deportivo Ferrocarril General Bartolome Mitre                             | Pérez                   | 1925             | Santa Fe  |
| Club Atlético Newell's Old Boys                                                         | Rosario                 | 1903             | Santa Fe  |
| Club Atlético Rosario Central                                                           | Rosario                 | 1889             | Santa Fe  |
| Club Atlético Central Córdoba                                                           | Rosario                 | 1906             | Santa Fe  |
| Club Atlético Tiro Federal Argentino                                                    | Rosario                 | 1905             | Santa Fe  |
| Club Atlético Argentino                                                                 | Rosario                 | 1912             | Santa Fe  |
| Club Renato Cesarini                                                                    | Rosario                 | 1975             | Santa Fe  |
| Asociación Atlética Jorge Bernardo Griffa                                               | Rosario                 | 2005             | Santa Fe  |
| Sociedad Tiro Suizo Rosario                                                             | Rosario                 | 1889             | Santa Fe  |
| Agrupación Deportiva Infantil Unión Rosario (ADIUR)                                     | Rosario                 | 1980             | Santa Fe  |
| Club Infantil Oriental                                                                  | Rosario                 | 1964             | Santa Fe  |
| Deportivo Club Rosario Morning Star                                                     | Rosario                 | 1931             | Santa Fe  |
| Club Social y Deportivo Río Negro                                                       | Rosario                 | 1939             | Santa Fe  |
| Club Atlético Alianza Sport                                                             | Rosario                 | 1963             | Santa Fe  |
| Club del Ateneo Juvenil Pablo VI                                                        | Rosario                 | 1963             | Santa Fe  |
| Club Atlético Provincial                                                                | Rosario                 | 1903             | Santa Fe  |
| Club Social y Deportivo Unión Americana Fútbol Club                                     | Rosario                 | 1993             | Santa Fe  |
| Club Atlético Sparta                                                                    | Rosario                 | 1905             | Santa Fe  |
| Club General San Martín                                                                 | Rosario                 | 1948             | Santa Fe  |
| Club Atlético Social Deportivo y Cultural 1º de Mayo                                    | Rosario                 | 1979             | Santa Fe  |
| Agrupación Infantil Arijon                                                              | Rosario                 | 1986             | Santa Fe  |
| Semillero Fútbol Club                                                                   | Rosario                 | 1989             | Santa Fe  |
| Agrupación Infantil Amistad y Unión                                                     | Rosario                 | 2008             | Santa Fe  |
| Escuela de Fútbol Santa María                                                           | Rosario                 | 2017             | Santa Fe  |
| Asociación Civil y Cultural María Reina                                                 | Rosario                 | 1999             | Santa Fe  |
| Asociación Deportiva Juan XXIII                                                         | Rosario                 | 1966             | Santa Fe  |
| Asociación Deportiva y Recreativa Barrio Alberdi Nuevo Centro Organizativo (B.A.N.C.O.) | Rosario                 | 1999             | Santa Fe  |
| Centro Polideportivo y Escuela de Fútbol 7 de Septiembre                                | Rosario                 | 1985             | Santa Fe  |
| Club Atlético Defensores Unidos                                                         | Rosario                 | 1986             | Santa Fe  |
| Club de Recreación Deportiva 14 de Junio                                                | Rosario                 | 2012             | Santa Fe  |
| Club El Torito                                                                          | Rosario                 | 1975             | Santa Fe  |
| Club Social y Deportivo Lux                                                             | Rosario                 | 1940             | Santa Fe  |
| Escuela de Fútbol Olympia                                                               | Rosario                 | 1977             | Santa Fe  |
| Club Atlético Fisherton                                                                 | Rosario                 | 1915             | Santa Fe  |
| Leones de Rosario Fútbol Club                                                           | Rosario                 | 2015             | Santa Fe  |
| Sarmiento Fútbol Club                                                                   | Rosario                 | 1991             | Santa Fe  |
| Club Atlético San Roque                                                                 | Rosario                 | 1944             | Santa Fe  |
| Club Universitario del Gran Rosario                                                     | Rosario                 | 2012             | Santa Fe  |
| Polideportivo Country Club San José                                                     | Rosario                 | 1996             | Santa Fe  |
| Club de Fútbol Logia Jaguares                                                           | Rosario                 | 2015             | Santa Fe  |
| Club Atlético Coronel Aguirre                                                           | Villa Gobernador Gálvez | 1924             | Santa Fe  |
| Club Atlético Infantil General Paz                                                      | Villa Gobernador Gálvez | 1966             | Santa Fe  |
| Club Cultural y Deportivo Villa Gobernador Galvez                                       | Villa Gobernador Gálvez | 1998             | Santa Fe  |
| Club Social y Deportivo Internacional                                                   | Villa Gobernador Gálvez | 2008             | Santa Fe  |

| Equipos con este fondo, no participan de la temporada 2020. |

## Campeones por año
| Temporada | Campeón                                                                                            |
| --------- | -------------------------------------------------------------------------------------------------- |
| 1931      | Newell's Old Boys (1)                                                                              |
| 1932      | Central Córdoba (1)                                                                                |
| 1933      | Newell's Old Boys (2)                                                                              |
| 1934      | Newell's Old Boys (3)                                                                              |
| 1935      | Newell's Old Boys (4)                                                                              |
| 1936      | Central Córdoba (2)                                                                                |
| 1937      | Rosario Central (1)                                                                                |
| 1938      | Rosario Central (2)                                                                                |
| 1939      | Central Córdoba                                                                                    |
| 1940      | Rosario Central (3)                                                                                |
| 1941      | Newell's Old Boys (5)                                                                              |
| 1942      | Rosario Central (4)                                                                                |
| 1943      | Rosario Central (5)                                                                                |
| 1944      | Argentino de Rosario (1)                                                                           |
| 1945      | Newell's Old Boys (6)                                                                              |
| 1946      | Newell's Old Boys (7)                                                                              |
| 1947      | Central Córdoba (5)                                                                                |
| 1948      | Argentino de Rosario (2)                                                                           |
| 1949      | Rosario Central (6)                                                                                |
| 1950      | Newell's Old Boys (8)                                                                              |
| 1951      | Rosario Central (7)                                                                                |
| 1952      | Talleres Belgrano (1)                                                                              |
| 1953      | Talleres Belgrano (2)                                                                              |
| 1954      | Central Córdoba (6)                                                                                |
| 1955      | Central Córdoba (7)                                                                                |
| 1956      | Talleres Belgrano (3)                                                                              |
| 1957      | Central Córdoba (8)                                                                                |
| 1958      | Newell's Old Boys (9)                                                                              |
| 1959      | Rosario Central (8)                                                                                |
| 1960      | Sportivo Fútbol Club de Álvarez (1)                                                                |
| 1961      | Rosario Central (9)                                                                                |
| 1962      | Rosario Central (10)                                                                               |
| 1963      | Rosario Central (11)                                                                               |
| 1964      | Talleres Rosario Puerto Belgrano (1)                                                               |
| 1965      | Newell's Old Boys (10)                                                                             |
| 1966      | Newell's Old Boys (11)                                                                             |
| 1967      | Central Córdoba (9)                                                                                |
| 1968      | Rosario Central (12)                                                                               |
| 1969      | Rosario Central (13)                                                                               |
| 1970      | Newell's Old Boys (12)                                                                             |
| 1971      | Rosario Central (14)                                                                               |
| 1972      | Newell's Old Boys (13)                                                                             |
| 1973      | Rosario Central (15)                                                                               |
| 1974      | Rosario Central (16)                                                                               |
| 1975      | Rosario Central (17)                                                                               |
| 1976      | Newell's Old Boys (14)                                                                             |
| 1977      | Newell's Old Boys (15)                                                                             |
| 1978      | Renato Cesarini (1)                                                                                |
| 1979      | Rosario Central (18)                                                                               |
| 1980      | Newell's Old Boys (16)                                                                             |
| 1981      | Newell's Old Boys (17)                                                                             |
| 1982      | Rosario Central (19)                                                                               |
| 1983      | Newell's Old Boys (17)                                                                             |
| 1984      | Newell's Old Boys (18)                                                                             |
| 1985      | Newell's Old Boys (19)                                                                             |
| 1986      | Newell's Old Boys (20)                                                                             |
| 1987      | Rosario Central (20)                                                                               |
| 1988      | Rosario Central (21)                                                                               |
| 1989      | Central Córdoba (10)                                                                               |
| 1990      | Rosario Central (22)                                                                               |
| 1991      | Newell's Old Boys (21)                                                                             |
| 1992      | Newell's Old Boys (22)                                                                             |
| 1993      | Newell's Old Boys (23)                                                                             |
| 1994      | Frigorífico Paladini (1)                                                                           |
| 1995      | Renato Cesarini (2)                                                                                |
| 1996      | Rosario Central (23)                                                                               |
| 1997      | Newell's Old Boys (24)                                                                             |
| 1998      | Tiro Federal (1)                                                                                   |
| 1999      | Tiro Federal (2)                                                                                   |
| 2000      | Tiro Federal (3)                                                                                   |
| 2001      | Tiro Federal (4)                                                                                   |
| 2002      | P.C.C. San José (1)                                                                                |
| 2003      | Rosario Central (24)                                                                               |
| 2004      | Renato Cesarini (3)                                                                                |
| 2005      | Rosario Central (25)                                                                               |
| 2006      | Coronel Aguirre (1)                                                                                |
| 2007      | Pablo VI (1)                                                                                       |
| 2008      | Sagrado Corazón (1)                                                                                |
| 2009      | Coronel Aguirre (2)                                                                                |
| 2010      | Rosario Central (26)                                                                               |
| 2011      | Rosario Central (27)                                                                               |
| 2012      | Newell's Old Boys (25)                                                                             |
| 2013      | Pablo VI (2)                                                                                       |
| 2014      | Pablo VI (3)                                                                                       |
| 2015      | Newell's Old Boys (26)                                                                             |
| 2016      | Newell's Old Boys (27)                                                                             |
| 2017      | Club Atlético Union y Sociedad Italiana (1)                                                        |
| 2018      | Coronel Aguirre (3)                                                                                |
| 2019      | Central Córdoba (11)                                                                               |
| 2020      | No se disputó por la pandemia de COVID-19                                                          |
| 2021      | Newell's Old Boys (28)                                                                             |
| 2022      | Torneo declarado desierto luego de incidentes sucedidos en el clásico rosarino de octubre de 2022. |
| 2023      | Coronel Aguirre (4)                                                                                |
| 2024      | Coronel Aguirre (5)                                                                                |

## Palmarés
| Equipo                                  | Ciudad                  | Año de fundación | Campeonatos | Años de campeonatos |
| --------------------------------------- | ----------------------- | ---------------- | ----------- | --- |
| Newell's Old Boys                       | Rosario                 | 1903             | 28          | 1931, 1933, 1934, 1935, 1941, 1945, 1946, 1940, 1958, 1965, 1966, 1970, 1972, 1976, 1977, 1980, 1981, 1983, 1984, 1985, 1986, 1991, 1992, 1993, 1997, 2012, 2015, 2016, 2021 |
| Rosario Central                         | Rosario                 | 1889             | 27          | 1937, 1938, 1940, 1942, 1943, 1949, 1951, 1959, 1961, 1962, 1963, 1968, 1969, 1971, 1973, 1974, 1975, 1979, 1982, 1987, 1988, 1990, 1996, 2003, 2005, 2010, 2011             |
| Central Córdoba                         | Rosario                 | 1906             | 9           | 1932, 1936, 1939, 1947, 1954, 1955, 1957, 1967, 1989, 2019 |
| Coronel Aguirre                         | Villa Gobernador Gálvez | 1924             | 5           | 2006, 2009, 2018, 2023, 2024 |
| Tiro Federal Argentino                  | Rosario                 | 1905             | 4           | 1998, 1999, 2000, 2001 |
| Talleres Belgrano                       | Rosario                 | 1905             | 3           | 1952, 1953, 1956 |
| Renato Cesarini                         | Rosario                 | 1975             | 3           | 1978, 1995, 2004 |
| Pablo IV                                | Rosario                 | 1924             | 3           | 2006, 2013, 2014 |
| Argentino                               | Rosario                 | 1912             | 2           | 1944, 1948 |
| Sportivo Fútbol Club de Álvarez         | Álvarez                 | 1922             | 1           | 1960 |
| Talleres Rosario Puerto Belgrano        | Rosario                 | 1920             | 1           | 1964 |
| P.C.C. San José                         | Rosario                 | 1923             | 1           | 1994 |
| Frigorífico Paladini                    | Rosario                 | 1923             | 1           | 2002 |
|                                         | Rosario                 | 1924             | 1           | 2006 |
| Sagrado Corazón                         | Rosario                 | 1900             | 1           | 2008 |
| Club Atlético Union y Sociedad Italiana | Álvarez                 | 1921             | 1           | 2017 |